# ساهر (شاعر)
ساهر هو شاعر غنائي كويتي، قدم العديد من القصائد لكبار الفنانين الكويتيين والعرب، منهم : عبد الكريم عبد القادر،عبد الله الرويشد، نوال الكويتية، عبد المجيد عبد الله،محمد المسباح ،سميرة سعيد والعديد.

## السيرة
اسمه الحقيقي صالح عبد الله مدوه وهو متزوج، عمل ضابطاً في الشرطة الكويتية لفترة ثم تقاعد وأصبح متفرغاً للكتابة والشعر.

## مشواره الفني
بدأ الشاعر الغنائي ساهر مشواره الفني في منتصف الثمانينات حين قدم مع الملحن سليمان الملا أول أغنية رسمية له بعنوان نبع الوفا الصافي وهي أغنية وطنية قام بغنائها الفنان سليمان الملا بنفسه. وقد برز اسم الشاعر ساهر بعد ذلك حين قدم أغنية لا خطاوينا للفنان عبد الكريم عبد القادر والتي كانت من ألحان سليمان الملا أيضاً، وفي نفس الفترة قدم للفنان عبد الله الرويشد رائعة نهاية قصتك وهذا إنت كما قدم أغاني عدة لمنتخب الكويت الوطني غناء الفنان عبد الله الرويشد.
وتوالت نجاحاته وتعاوناته الفنية بعد ذلك، فتعامله مع الفنان عبد المجيد عبد الله في أغنيتين من كلماته وألحان مشعل العروج وهما مطر صيف وأعز الناس وكان في تلك الفترة قد شكل ثنائي فني مع الملحن مشعل العروج الذي قدم معه العديد من الأغنيات الناجحة أبرزها الأغنية الوطنية وطني حبيبي وعدد من الأغنيات للفنان نبيل شعيل ونوال الكويتية وعبد الله الرويشد، وغيرهم...
وبجانب كونه شاعر غنائي فإنه شارك في كتابة العديد من المسلسلات والبرامج المنوعة مثل : قرقيعان بجميع أجزاءه ، شبابيك (وكان العمل من إشرافه العام)، دندرمه، كاني وماني ،واي فاي. وقد قام أيضاً بتأليف الأغاني المنوعة في البرامج أيضاً بمعدل 20 أغنية على أقل تقدير، بإجمالي يقارب 120 أغنية أو أكثر تقريباً.
كما قام بكتابة العديد من أغاني المسرحيات مثل : طاح مخروش، بو متيح، سوق شرق، قدها ونص.. وغيرها من المسرحيات.

## تعاوناته مع الفنانين

### مععبد الله الرويشد
- 1986 : نهاية قصتك، ألحان : سليمان الملا، توزيع : حمادة النادي
- 1988 : دلال، ألحان : سليمان الملا، توزيع : حمادة النادي
- 1988 : عيني بعينك ، ألحان : سليمان الملا، توزيع : حمادة النادي
- 1988 : مغيب الشمس، ألحان : طارق عاكف، توزيع : حمادة النادي
- 1989 : لامـــوك، ألحان : عبد الله الرويشد
- 1989 : اغـــــار، ألحان : عبد الله الرويشد
- 1989 : حال الهوى، ألحان : عبد الله الرويشد، توزيع : حمادة النادي
- 1989 : لا تصــدق، ألحان : عمار الشريعي، توزيع : حمادة النادي
- 1990 : يا حبك للزعل، ألحان : سليمان الملا، توزيع : حمادة النادي
- 1990 : حسبتي، ألحان : عادل المسيليم، توزيع : حمادة النادي
- 1991 : فرى كويت، ألحان : راشد الخضر، توزيع : حمادة النادي
- 1991 : سمو بالرحمن، ألحان : عبد الله الرويشد، توزيع : حمادة النادي
- 1991 : معاي يا كويت، ألحان : سليمان الملا، توزيع : حمادة النادي
- 1991 : شوقي لك، ألحان : عبد الله الرويشد، توزيع : حمادة النادي
- 1991 : راجع يا بلادي، ألحان : عمار الشريعي، توزيع : حمادة النادي
- 1991 : الكويت تبي الهمة، ألحان : عبد الله الرويشد، توزيع : حمادة النادي
- 1993 : يا الله السلامة، ألحان : سليمان الملا
- 1993 : هذا انــت، ألحان : سليمان الملا
- 1994 : سلامــــي، ألحان : سليمان الملا
- 1994 : لا تظـــن، ألحان : سليمان الملا
- 1994 : سلامــــي، ألحان : سليمان الملا
- 1994 : بعد اللي صار، ألحان : سليمان الملا
- 1994 : نعــم مشتاق، ألحان : سليمان الملا
- 1995 : عالـم موانـي، ألحان : سليمان الملا، توزيع : أمير عبد المجيد
- 1995 : انســـى، ألحان : سليمان الملا
- 1996 : اوه يا كويت، ألحان : عبد الله الرويشد
- 2001 : اللي نساك، ألحان : مشعل العروج، توزيع : إسماعيل تونش بلاك/ طارق اغان سوي
- 2001 : أحبك، ألحان : مشعل العروج، توزيع : إسماعيل تونش بلاك/ طارق اغان سوي
- 2002 :  الا حبـــك ، ألحان : عبد الله القعود، توزيع : د. وليد فايد
- 2003 : طمني، ألحان : مشعل العروج، توزيع : إسماعيل تونش بلاك/ زفير "زازا"
- 2003 : لا يا حبيبي، ألحان : مشعل العروج، توزيع إسماعيل تونش بلاك/ زفير "زازا"
- 2004 : أيــام ، ألحان : مشعل العروج، توزيع : إسماعيل تونش بلاك / زفير "زازا"
- 2005 : ما عليه، ألحان : مشعل العروج، توزيع : إسماعيل تونش بلاك / زفير "زازا"
- 2006 : ويني، ألحان : عبد الله القعود، توزيع : إسماعيل تونش بلاك / زفير "زازا"
- 2006 : الدنيا ناس وناس / تتر مسلسل نجمة الخليج، ألحان : عبد الله الرويشد، توزيع : د. عماد عاشور
- 2009 : كنت أعرفك، ألحان : الأنين، توزيع : مدحــت خميــس
- 2010 : ولا غيرك، ألحان : عبد الله القعود، توزيع : عمار البني
- 2013 : انا منهو، ألحان : عبد الله القعود، توزيع : زفير
- 2013 : لامني، ألحان : يوسف العماني، توزيع : محمد البعيجان

### بعض أعماله مععبد الكريم عبد القادر
- لا خطاوينا، ألحان : سليمان الملا
- لأ، ألحان : مشعل العروج
- المعذرة، ألحان : مشعل العروج
- أحبك، ألحان : مشعل العروج
- الحب لك وحدك، ألحان : مشعل العروج
- كل الحب، ألحان : مشعل العروج
- وقت التسامح
- رد يا هواي

### بعض أعماله معنوال الكويتية
- مع اللي راح، ألحان : مشعل العروج
- روح - الله حسيبك، ألحان : مشعل العروج
- يا انتظاري، ألحان : مشعل العروج
- ما وراك إلا التعب

### بعض أعماله معمحمد المسباح
- تمون إنت، ألحان : مرزوق المرزوق
- مر يا حلو، ألحان : راشد الخضر
- من غير داعي، ألحان : مرزوق المرزوق
- يفوق الوصف ، ألحان: عمار البني
- اوبريت صباح الوطن

### معسعود أبو سلطان
- لا تخاف، ألحان : عبد الله القعود

### معفهد الكبيسي
- عرفت الحب، ألحان : مشعل العروج